# 唐耶爾·馬倫
唐耶爾·馬倫（荷蘭語：Donyell Malen；1999年1月19日—），是一名荷蘭足球員，現時效力英格蘭超級足球聯賽球會阿斯頓維拉以及荷蘭國家足球隊。司職前鋒。

## 球員生涯

### 阿積士
馬倫出生於荷蘭北荷蘭省的維靈恩，於當地班霸的青年軍開始自己的足球生涯。他於2015年加入阿仙奴的青年軍。

### 阿仙奴
馬倫轉投阿仙奴後，為球隊的U18及U21上陣，間中亦於U23的賽事上陣。他於青年軍的比賽中，展示其速度及入球能力。其中在對陣青年軍的比賽中，他以速度過了對手後衛，再以右腳笠射入網，他在2016年英格蘭足總青年盃對陣曼城青年軍時亦取得入球。在2015-16賽季的青年軍比賽中，他出場30次，攻入14球。

## 國家隊生涯
馬倫曾代表荷蘭的U15、U16和U17參加比賽。於阿塞拜疆舉行的2016年歐洲U-17足球錦標賽中，馬倫代表荷蘭17歲以下國家足球隊上陣全部賽事，並帶領球隊打進賽事的準決賽。